# Александровка (Амурская область)
Алекса́ндровка — село в Зейском районе Амурской области России. Входит в сельское поселение Николаевский сельсовет.
Село Александровка, как и Зейский район, приравнено к районам Крайнего Севера.

## География
Расположено на острове, образованном основным руслом реки Зея и её левобережной протокой, в 40 км от города Зея (через сёла Заречная Слобода и Николаевка-2). Расстояние до центра сельского поселения, села Николаевка — 7 км (через Николаевку-2).

## Население
| 2002 | 2010 | 2012 | 2013 | 2014 | 2015 | 2016 |
| ---- | ---- | ---- | ---- | ---- | ---- | ---- |
| 284  | ↘214 | ↘208 | ↘206 | ↘205 | ↘201 | ↘187 |
| 2017 | 2018 |      |      |      |      |      |
| ↘179 | ↘171 |      |      |      |      |      |